# 北陸の空
北陸の空株式会社（ほくりくのそら、英: hokurikunosora Corporation）は、福井県鯖江市に本社を置く日本のドローン操縦士育成企業である。廃校や低利用公共施設を活用した独自の合宿形式のドローン操縦士養成スクールを全国で展開しており、国内最大級のドローン教育機関として知られている。北陸の空株式会社のドローンスクール事業は、2016年の設立以来、総受講者数は1,700名を超えている（2024年6月時点）

## 事業内容
- ドローン操縦士養成スクール

北陸の空株式会社の主力事業は、ドローン操縦士の養成スクール運営である。2025年現在、「ドローンキャンパス 福井の空」（福井県）、「ドローンキャンパス 福岡の空」（福岡県）、「ドローンキャンパス 伊豆の空」（静岡県）、「ドローンキャンパス 兵庫の空」（兵庫県）、「ドローンキャンパス 広島の空」（広島県）、「ドローンキャンパス 熊本の空」（熊本県）の6拠点を運営している。国土交通省の基準を満たした「登録講習機関」として認定されており、国家資格を発行するドローンスクールとして機能している。

## 沿革
- 2016年 - 福井県にて12月26日設立。同時に一般社団法人日本UAS産業振興協議会（JUIDA）の認定団体となる。
- 2017年 - 4月、福井県南越前町の公共施設を活用し、同社初のドローンライセンス発行スクール「ドローンキャンプ【北陸の空】」を開校。
- 2018年 - 国土交通省航空局ホームページに掲載される無人航空機の操縦者に対する講習等実施団体として認定を受ける。[2]
- 2022年 - 3月、姉妹校「ドローンキャンプ【福岡の空】」を福岡県田川市に開校。
- 2024年
  - 4月、「ドローンキャンプ【兵庫の空】」を兵庫県丹波市の廃校利活用施設「FOREST DOOR -旧神楽小学校-」に開校。
  - 5月、伊豆の空株式会社を合併。
  - 8月、熊本県南阿蘇村の廃校利活用施設「中松集学校（旧中松小学校）」を拠点に「ドローンキャンパス【熊本の空】」を開校。

## 特徴的な教育アプローチ
- 同社のスクールの最大の特徴は、廃校や利用頻度の低い公共施設を活用した「合宿形式」の講習である。特に「1泊2日の合宿形式プラン」は集中的に学べるカリキュラムを構築している。また、地域の飲食店や宿泊施設と連携し、町全体をキャンパスに見立てる運営方法が特徴である[2]。

## 受賞歴
- 2021年 - 6月、ドローンの知識や技能の指導者等を通じ、安全運航のできる人材育成や業界の安全な発展に貢献したスクールとして、一般社団法人日本UAS産業振興協議会（JUIDA）が主催するSCHOOL AWARDSでは、2021年から3年連続で最高賞を受賞。
- 2023年 - 3年連続で最高賞を獲得し、従来の最高賞「ゴールド」の上位となる「プラチナ」を特設する形で表彰された。また、2021年から3年連続で全国最高賞を受賞したことにより、初の殿堂入りを果たした[3]。

## 地域活性化への貢献
- 同社の事業モデルは、地方の廃校や低利用施設の活用、地域の飲食店・宿泊施設との連携など、地域活性化に貢献する側面を持っているといわれる。特に地域活性化に関わる人材を積極的に採用し、受講生と地域をつなぐ役割も果たしている。

## 拠点
- 本社：福井県鯖江市日の出町2-1-401
- ドローンキャンパス 福井の空：福井県福井市西中町3-9
- ドローンキャンパス 福岡の空：福岡県田川市猪国2559
- ドローンキャンパス 伊豆の空：静岡県伊東市八幡野1154-3
- ドローンキャンパス 兵庫の空：兵庫県丹波市青垣町文室244
- ドローンキャンパス 広島の空：広島県江田島市江田島町切串2-1-2
- ドローンキャンパス 熊本の空：熊本県阿蘇郡南阿蘇村中松4212